# 玉新书院
玉新书院，位于中国福建省仙游县榜头镇龙腾村，玉新书院内墙壁上有李耕创作于1950年的大型壁画。2007年1月，玉新书院列入仙游县文物保护单位。2009年11月16日，玉新书院壁画列入福建省第七批省级文物保护单位。。